# Стіл (Північна Дакота)
Стіл (англ. Steele) — місто (англ. city) в США, в окрузі Кіддер штату Північна Дакота. Населення — 665 осіб (2020).

## Географія
Стіл розташований за координатами 46°51′21″ пн. ш. 99°55′3″ зх. д. / 46.85583° пн. ш. 99.91750° зх. д. (46.855932, -99.917469).  За даними Бюро перепису населення США в 2010 році місто мало площу 1,47 км², уся площа — суходіл. В 2017 році площа становила 1,29 км², уся площа — суходіл.

### Клімат
| Клімат : Стіл           | Клімат : Стіл | Клімат : Стіл | Клімат : Стіл | Клімат : Стіл | Клімат : Стіл | Клімат : Стіл | Клімат : Стіл | Клімат : Стіл | Клімат : Стіл | Клімат : Стіл | Клімат : Стіл | Клімат : Стіл | Клімат : Стіл |
| Показник                | Січ.          | Лют.          | Бер.          | Квіт.         | Трав.         | Черв.         | Лип.          | Серп.         | Вер.          | Жовт.         | Лист.         | Груд.         | Рік           |
| Абсолютний максимум, °C | 12,8          | 17,8          | 26,7          | 35,0          | 43,3          | 42,8          | 49,4          | 41,1          | 40,6          | 35,0          | 24,4          | 19,4          | 49,4          |
| Середній максимум, °C   | −6,1          | −3,3          | 3,4           | 13,3          | 19,7          | 24,2          | 28,1          | 27,9          | 21,8          | 13,8          | 3,5           | −4,4          | 11,9          |
| Середня температура, °C | −11,5         | −8,9          | −2,2          | 6,3           | 12,8          | 17,8          | 21,1          | 20,3          | 14,5          | 6,8           | −2,2          | −9,5          | 5,5           |
| Середній мінімум, °C    | −16,9         | −14,6         | −7,8          | −0,7          | 5,8           | 11,3          | 14,2          | 12,8          | 7,2           | −0,2          | −7,8          | −14,6         | −0,9          |
| Абсолютний мінімум, °C  | −42,2         | −45,6         | −37,2         | −21,7         | −11,7         | −3,3          | 0,0           | −3,3          | −12,2         | −24,4         | −31,7         | −41,1         | −45,6         |
| Норма опадів, мм        | 13            | 12            | 26            | 34            | 67            | 79            | 81            | 54            | 49            | 42            | 21            | 13            | 492           |
| ----------------------- | ------------- | ------------- | ------------- | ------------- | ------------- | ------------- | ------------- | ------------- | ------------- | ------------- | ------------- | ------------- | ------------- |
| Джерело: WRCC           |               |               |               |               |               |               |               |               |               |               |               |               |               |

## Демографія
Згідно з переписом 2010 року, у місті мешкало 715 осіб у 316 домогосподарствах у складі 194 родин. Густота населення становила 486 осіб/км².  Було 362 помешкання (246/км²).
Расовий склад населення:
| - 95,9 % — білих - 2,1 % — азіатів - 0,7 % — чорних або афроамериканців - 0,3 % — корінних американців |

До двох чи більше рас належало 0,3 %. Частка іспаномовних становила 1,5 % від усіх жителів.
За віковим діапазоном населення розподілялося таким чином: 25,5 % — особи молодші 18 років, 53,1 % — особи у віці 18—64 років, 21,4 % — особи у віці 65 років та старші. Медіана віку мешканця становила 41,9 року. На 100 осіб жіночої статі у місті припадало 91,7 чоловіків;  на 100 жінок у віці від 18 років та старших — 86,4 чоловіків також старших 18 років.
Середній дохід на одне домашнє господарство  становив 56 196 доларів США (медіана — 46 705), а середній дохід на одну сім'ю — 58 798 доларів (медіана — 48 750). Медіана доходів становила 45 938 доларів для чоловіків та 37 596 доларів для жінок. За межею бідності перебувало 10,9 % осіб, у тому числі 13,9 % дітей у віці до 18 років та 7,4 % осіб у віці 65 років та старших.
Цивільне працевлаштоване населення становило 399 осіб. Основні галузі зайнятості: освіта, охорона здоров'я та соціальна допомога — 29,6 %, роздрібна торгівля — 17,8 %, будівництво — 9,3 %, сільське господарство, лісництво, риболовля — 9,0 %.